# Justicia tenuipes
Espèce
Statut de conservation UICN

 EN B1ab(iii)+2ab(iii) : En danger
Justicia tenuipes S.Moore est une espèce de plantes à fleurs de la famille des Acanthaceae et du genre Justicia, présente au Nigeria et au Cameroun.

## Description
C'est une herbe rampante.

## Distribution
On ne lui connaît que deux localisations, dans les monts Oban dans l'État de Cross River au Nigeria et au parc national de Korup au Cameroun. C'est pourquoi elle apparaît comme « en danger » (EN) sur la liste rouge de l'UICN.